# Björnmaki
Björnmaki (Arctocebus calabarensis) är en art i däggdjursordningen primater som tillhör familjen lorier. Den är en av endast två arter i släktet Arctocebus. Den andra arten är guldbjörnmakin.
Artepitet i det vetenskapliga namnet syftar på utbredningsområdet vid staden Calabar i Nigeria.

## Kännetecken
Björnmakin har orangegulaktig till brun färg på päls på ryggen och en gråaktig eller vit undersida. På pannan och ned mot nosen har den en vit rand. Den har kort svans, stora ögon och ett förkortat pekfinger, samt en speciellt utformad klo på varje fot som den använder till att putsa sin päls med. Den väger mellan 266 och 465 gram. Kroppslängden (huvud och bål) är 23 till 30,5 cm och den korta svansen är 4 till 10 cm lång.

## Utbredning
Björnmakin finns i Afrika. Den lever i regnskog och i delvis uppodlade områden i Kamerun och Nigeria. Utbredningsområdet ligger mellan floderna Niger och Sanaga.

## Levnadssätt
Björnmakin är nattaktiv och tillbringar sin mesta tid uppe i träden på omkring 5 meters höjd. Den rör sig långsamt och försiktigt bland grenarna medan den söker efter föda, ofta i gläntor och skogsbryn. I regionen är flera klätterväxter typiska. Dess diet består främst av insekter, särskilt larver, men den äter också en del frukter. Björnmakin samlar liksom sin släkting guldbjörnmakin oftast föda ensam. Hanarna har större revir än honorna och två till tre honor kan därför dela en del av sitt område med samma hane. Sociala band mellan hane och hona skapas genom ömsesidig putsning och ljud. Om honan är parningsvillig föds en enda unge efter ungefär 131 till 136 dagars dräktighet. Ungen föds som de flesta däggdjursungar ganska väl utvecklad och kan genast klänga sig fast i moderns päls. En hona kan få två ungar om året. Ungen diar sin mor i cirka 4 månader och efter 6 månader måste den lämna moderns revir. Könsmognaden infaller för båda kön efter 18 månader. Björnmakin blir i naturen 12 till 15 år gammal och i fångenskap kan den leva 18 till 20 år.